# František Novák (pedagog a legionář)
František Novák (14. ledna 1883, Praha – 1. února 1956, Praha) byl český pedagog, legionář, dlouholetý člen a předseda rady starších Církve československé husitské v Praze-Vršovicích.

## Život
František Novák byl absolventem Učitelského ústavu v Praze a pedagogem celoživotně působícím na řadě míst ve školství, naposledy jako ředitel školy chlapecké v Praze na Karlově.
V roce 1915 byl odveden a jako voják rakouské monarchie se dostal na ruskou frontu, kde byl zajat. Vstoupil do Kornilovského úderného pluku a později do vznikajících Československých legií, se kterými prošel celou řadou bojů na Ukrajině a tzv. Sibiřskou anabází v Rusku, včetně bojů s bolševiky v roce 1918. Po konci války se Transsibiřskou magistrálou přes Vladivostok a dále přes Pacifik a Panamský průplav vracel zpátky do Evropy.
Do Československa se vrátil v srpnu 1920, kde se záhy zapojuje do života nově vzniklé Církve československé husitské, nejprve v její náboženské obci v Praze-Krči, v roce 1924 je zapsán do členské matriky Církve československé husitské v Praze-Nuslích a od roku 1937 v Praze-Vršovicích. Vedle své pedagogické činnosti byl též vynikajícím hudebníkem a výtvarníkem. Jako varhaník doprovázel bohoslužebné obřady a byl aktivní v radě starších na různých pozicích.  
Po vzniku Protektorátu mu za jeho vojenskou činnost v Československých legiích hrozilo zatčení, k 1. červenci 1939 byl proto předčasně pensionován. Podle svědectví jeho syna Jiřího měl legionářskou uniformu během okupace uschovanou v hrací skříni varhan v Husově sboru ve Vršovicích.
František Novák je autorem obsáhlých vzpomínek psaných deníkovou formou, které jsou jedinečným svědectvím o jeho působení v Rusku od roku 1916 a následné anabázi. V roce 2012 byl rukopis vydán péčí Československé obce legionářské pod názvem Deník legionáře Františka Nováka: předával jsem carský poklad. Novákovy paměti byly v roce 2019 dramatizovány Věrou Maškovou, uměleckou šéfkou Vršovického divadla MANA, a následně uváděny jako divadelní hra na této scéně až do derniéry 20. listopadu 2022. Režisérem inscenace byl Pavel Khek. Obsazení: Milan Kačmarčík, Jan Hofman, Máša Málková, Vilém Udatný.
František Novák vypracoval a v dubnu roku 1949 dokončil na základě archivních materiálů pro potřeby Archivu a muzea Církve československé husitské spis Vývoj náboženské obce CČS v Praze XIII. – Vršovicích od r. 1920 do r. 1945. Následně v roce 1952 začíná pracovat na Pamětní knize. Na zasedání rady starších 8. ledna 1952 podává zprávu o tom, že zakoupil Pamětní knihu, do které „přepíše záznamy ze starých knih a kniha tato bude sloužit svému účelu dlouho do budoucna.“ Hlavním pramenem se mu stala jeho předešlá práce z roku 1949, vzpomínky pamětníků a další archivní a dobové materiály. Zápisy do Pamětní knihy z pera Františka Nováka skončily k 31. prosinci 1954. Práci na Pamětní knize tedy František Novák dokončil v průběhu roku 1955. Rok 1955 zpracoval zpětně už nový pisatel, protože František Novák na začátku roku 1956 zemřel.
František Novák zemřel v Praze v Nemocnici pod Petřínem roku 1956 a je pochován ve schránce číslo 208 v kolumbáriu Husova sboru ve Vršovicích.